# Jasmin Fejzić
Jasmin Fejzić (Tupković, 15 maggio 1986) è un ex calciatore bosniaco, di ruolo portiere.

## Carriera

### Club
Cresciuto nello Stuttgarter Kickers, nel 2005 il Greuther Fürth acquista le sue prestazioni per 25000 € e nel 2007 lo gira in prestito all'Eintracht Braunschweig (terza divisione) per un paio d'anni. Ritornato a Fürth nel 2009, tre anni dopo la società lo svincola e Fejzić si accasa al VfR Aalen, in seconda divisione.
Tra il 6 e il 23 novembre del 2010, ai tempi del Greuther Fürth II, Fejzić ha segnato per tre turni consecutivi andando in gol su calcio di rigore: ha infatti realizzato il 6-1 contro le riserve del Norimberga, il parziale 0-1 contro le riserve del TSG Hoffenheim (2-3 finale) e il parziale 1-1 contro le riserve del Monaco 1860 (5-1 conclusivo).

### Nazionale
Il 4 settembre 2014 debutta in Nazionale nell'amichevole vinta per 3-0 contro il Liechtenstein.